# NGC 6261
NGC 6261 é uma galáxia espiral (S0-a) localizada na direcção da constelação de Hercules. Possui uma declinação de +27° 58' 41" e uma ascensão recta de 16 horas, 56 minutos e 30,4 segundos.
A galáxia NGC 6261 foi descoberta em 13 de Julho de 1880 por Édouard Jean-Marie Stephan.